# Nujiang
Nujiang (chiń. 怒江傈僳族自治州; pinyin: Nùjiāng Lìsùzú Zìzhìzhōu) – prefektura autonomiczna mniejszości etnicznej Lisu w Chinach, w prowincji Junnan. Siedzibą prefektury jest Lushui. W 1999 roku liczyła 460 527 mieszkańców.